# 耿丽淑
耿丽淑（英語：Talitha A. Gerlach，1896年3月6日—1995年2月12日），女，美国社会工作者。

## 生平
1896年出生在匹兹堡的一个德国裔家族，1920年毕业于巴特勒大学，1926年被基督教女青年会派遣至中国工作。之后担任上海基督教女青年会官员。1938年加入宋庆龄创建的保卫中国同盟，1940年经香港返回美国时第一次见到宋庆龄。第二次世界大战结束后和浦爱德在纽约基督教女青年会帮助工业合作社筹集善款。1951年离开基督教女青年会接受宋庆龄邀请于次年返回中国，后一直担任中国福利会顾问。
1995年2月12日在上海逝世，享年98岁。葬于宋庆龄陵园。